# ラッパタケ
ラッパタケ（Gomphus clavatus）は、担子菌門ハラタケ綱スッポンタケ亜綱のラッパタケ目に属し、ラッパタケ科ラッパタケ属に分類されるキノコの1種である。

## 形態
子実体は孤立して生じるかあるいは少数が株立ちとなり、かさと柄との境界は不明瞭で逆円錐状をなし、頂部はほぼ平らであるかまたは僅かに窪んでおり、全体の高さ4-10 (-17) cm、最も広い部分の幅2-6 (-15) cm程度になる。頂部上面は初めは暗紫色を呈し、のちに次第に色褪せるとともに黄褐色ないし橙褐色を帯び、ほぼ平滑または不規則な小じわを生じることがある。子実層は子実体の上半部に形成され、おおむね縦方向に走る低くなだらかなしわひだとそれらをたがいに連結する連絡脈とにおおわれ、最初は暗紫色であるが、成熟に伴って黄褐色を帯びるとともに粉状を呈し、さらに老成するに従って橙褐色を帯びてくる。

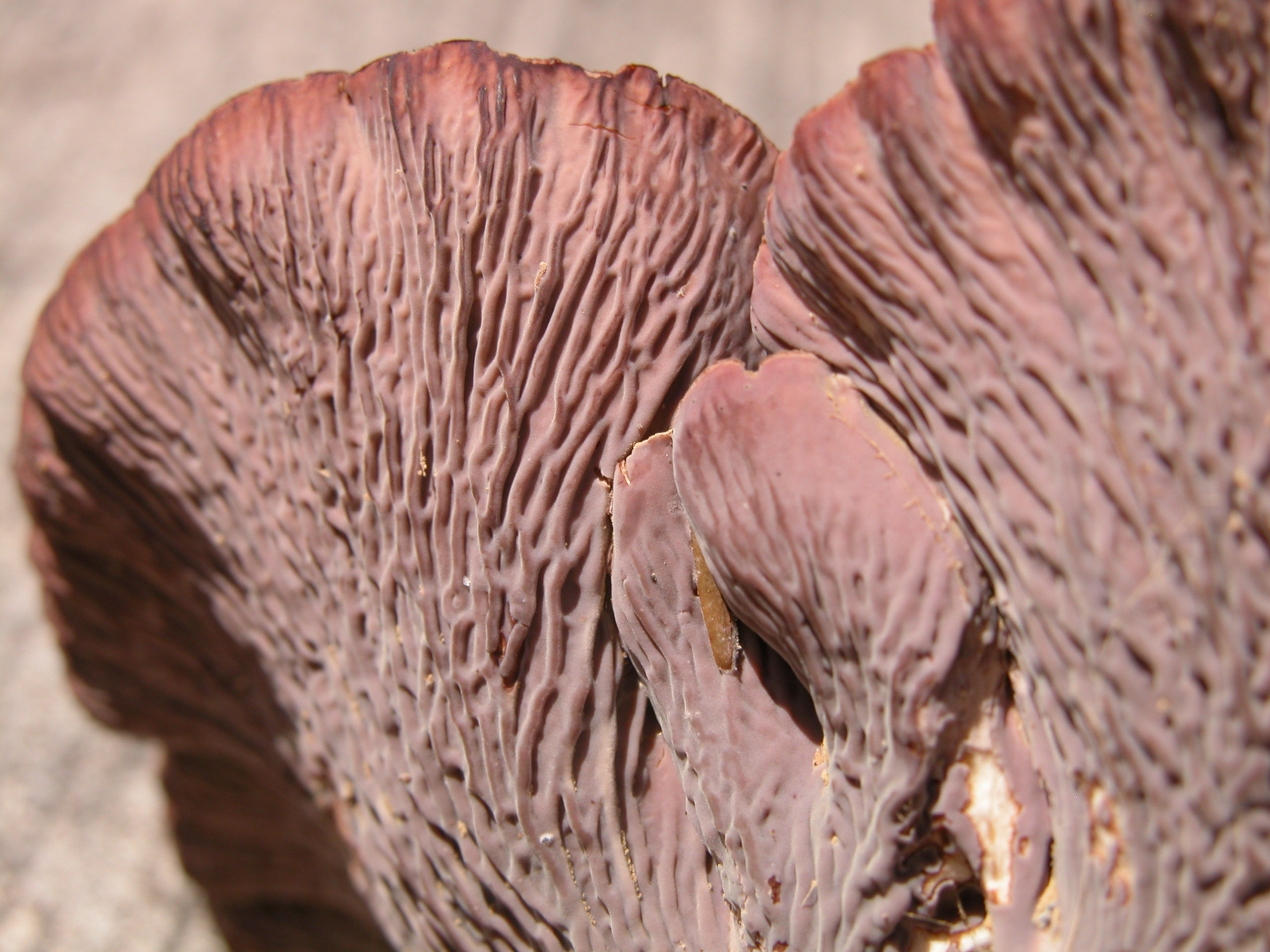
子実層托は浅く不規則なしわ状～やや網目状をなす

柄は多くの場合において基部が細まり、子実層部との境界はしばしば不明瞭で、その表面にはときに微毛をこうむることがある。肉は充実し、もろいが堅く締まった肉質でほとんど無味無臭あるいはかすかな苦みを有することがあり、白色で傷つけても変色しない。
胞子紋は濃クリーム色ないし褐色を呈し、胞子は楕円体状～短円筒状で大きさ10-14×4.5-5.5μm、粗大ないぼ状突起（しばしば互いに融合して、短い畝状をなす）を密布し、コットンブルーで濃青色に染まるが、ヨード液（メルツァー液）では染色されず、内部に1個～数個の油球を含む。担子器はこん棒状で大きさ65-80-(-90) ×7-9μm、基部にクランプを有し、2個または4個ずつの胞子を形成する。シスチジアはなく、子実体の組織を構成する菌糸は薄壁で径2.5-10μm程度、ほぼ無色、隔壁部に顕著なクランプを備えている。かさの表皮層は、高さ50-120μmほど立ち上がったシスチジア状の菌糸から構成されている。

## 生態
夏から秋、針葉樹林（あるいは針葉樹と広葉樹との混交林）内の地上に孤生或いは群生し、ときに菌輪を形成する。

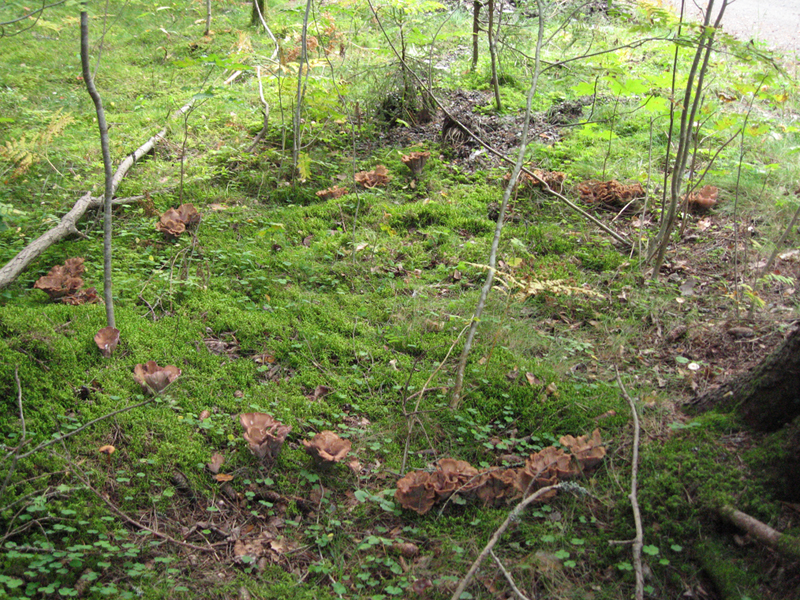
菌輪を形成したラッパタケ

樹木の細根に菌糸をまといつかせ、根の表面をおおっていわゆる菌鞘を形成し、樹木が光合成した糖類その他を吸収・資化することで生活する外菌根菌の1つである。菌根を形成する相手の樹種としては、トウヒ属（Picea）やモミ属（Abies）が多いとされている。

## 分布
日本・中国・韓国・北アメリカ西部・ヨーロッパ・パキスタンおよびインドに分布する。
なお、本種は、ヨーロッパの少なくとも17地点において、保護を要する種であると見なされており、森林土壌の富栄養化がその一因となっているとの指摘がなされている。

## 類以種
オオムラサキアンズタケは外観や色調がよく似ており、これとラッパタケとを同一種とする見解もある。原記載（愛知県瀬戸市産の標本にもとづく）では、前者の胞子は無色・平滑で大きさ9.0-9.5×4.6-6.0μmである（同様に「無色・平滑で大きさ10-12×4-6μm」、あるいは「楕円形で無色・平滑、大きさ6-11×5μm：胞子紋はクリーム色」とする文献もある）とされているが、この所見は、オオムラサキアンズタケが置かれたラッパタケ科（Gomphaceae）の定義と矛盾している。さらに、これらの記述とは別に、オオムラサキアンズタケの胞子について「広卵形で微小な疣に覆われる」と明記した上で、ミトコンドリアの subsmall unit ならびに atp6領域、および核の large sub unit ならびに ITS 領域を用いて分子系統解析を行い、その結果として、オオムラサキアンズタケはラッパタケに極めて近縁な種であり，狭義のGomphus属に含まれるとした報告もなされている。
同様に子実体が青紫色系の色調を呈するムラサキウスタケ（Cantharellus violaceus Iwade）は、樺太のエゾマツ・トドマツ林内で見出されたのみで再度の記録がない種である。原記載においては、その胞子は無色・平滑（大きさ 8.5-9.0×5.0-6.0μm）であると記載されているが、子実体の肉眼的形質の記述やそれに附された原色写生図からはオオムラサキアンズタケの未熟品ではないかとも考え得る。
北アメリカに産するPseudocraterellus pseudoclavatus (A. H. Sm. apud Sm. &
Morse) R. H. Petersen（＝Craterellus pseudoclavatus A. H. Sm. apud Sm. & Morse）は、外観がラッパタケに酷似するが、胞子が平滑であること・菌糸の隔壁部にクランプを欠くこと・菌糸が多数の二次隔壁を有することなどにおいて異っている。

## 食毒性
無毒で食用になり得る。しかし、体質によっては軽い消化器系の中毒をきたすことがあるともいわれる。

## 子実体中の成分
凍結乾燥してから粉砕した子実体の熱水抽出物を減圧濃縮した後、95%エタノールで沈殿させると、子実体の乾重に対し9.3%の収率で粗多糖が得られる。これをDEAEセルロースカラムに通してから塩析し、純水溶液としてセファデックス G-200カラムを用いてさらに精製すれば、GCG-1と呼ばれる一種の多糖（子実体乾重当りの収率は 0.11%）を得ることができる。
GCG-1は[α]20D − 11.4°（c1.00エタノール）の光旋度を示し、その分子量は約 50000Da である。β-D-グルコセピラノースとα-D-ガラクトピラノースとをおおむね 3:2 の比率で含み、(1→4)-β-D-グルコセピラノースの側鎖（0-6本）と(1→3)- α-D-ガラクトピラノース2分子で構成された側鎖とで修飾された構造を有する。ビタミンCに匹敵する程度の抗酸化活性を示すほか、ヒト肝癌由来細胞株(HepG2)のハウスキーピング遺伝子のmRNA発現機構に作用し、HepG2の アポトーシスを誘発させることから、抗癌剤としての応用が期待されている。
なお、ラッパタケの類似種とされるオオムラサキアンズタケについては、0.16-0.19%のエルゴステリンを含むとの報告がある。しかし、ラッパタケに関しては調査された例がないようである。

## 名称（和名・学名・英名その他）
和名は「喇叭茸」の意で、側面観が逆円錐形をなす子実体を形容したものかと思われる｡一方、属名Gomphusは古典ギリシア語の'γομφος'（太釘）を語源としており、種形容名clavatusはラテン語で「こん棒状の」を意味し、やはり子実体の外形を示している。英語圏では一般に「Pig's Ears」の俗名で呼ばれている。

## 引用文献
1. ↑  M Villegas,; J Cifuentes,; AE Torres (2005). “Sporal characters in Gomphales and their significance for phylogenetics”. Fungal Divers 18:  157-175.
2. 1 2 3  Alexander H. Smith; Elizabeth E. Morse (1947). “The Genus Cantharellus In The Western United States”. Mycologia (Taylor & Francis) 39 (5):  497-534. doi:10.1080/00275514.1947.12017631.
3. ↑  Agerer, R., Beenken, L., and J. Christian, 1998. Gomphus clavatus (Per.: Fr.) S. F. Gray + Picea abies (L.) Karst. Descriptions of Ectomycorrhizae 3: 25-29.
4. ↑  Pantidou, M. E., 1980. Macrofungi in forests of Abies cephalonica in Greece. Nova Hedwigia 32: 709-723.
5. ↑  Bigelow, H. E., 1978. "The cantharelloid fungi of New England and adjacent areas." Mycologia 70: 707-756 + 1 pl, doi:10.1080/00275514.1978.12020280.
6. 1 2 3  今関六也・本郷次雄（編）、1989．原色日本新菌類図鑑 (II)．保育社、大阪．ISBN 4-586-30076-0.
7. ↑  Han, S.-K., Park, Y.-J., Choi, S.-K., Lee, J.-O., Choi, J.-H.,and J.-M. Sung, 2006. "Some Unrecorded Higher Fungi of the Seoraksan and Odaesan National Parks." Mycrobiology 34: 56-60.
8. ↑  David Pilz; Lorelei Norvell; Eric Danell; Randy. Molina (2003). Ecology and management of commercially harvested chanterelle mushrooms (Report). U.S. Department of Agriculture, Forest Service, Pacific Northwest Research Station. doi:10.2737/pnw-gtr-576。
9. ↑  Dahlberg, A., and H. Croneborg, 2003. 33 threatened fungi in Europe: complementary and revised information on candidates for listing in appendix I of the Bern convention.]
10. ↑  Ing, B., 1993. Towards a Red List of Endangered European Macrofungi. in Pegler, D. N., Boddy, L., Ing, B., and P. M. Kirk(ed.), 1993. Fungi of Europe, Investigation, Recording and Conservation. The Royal Botanic Gardens, Kew.
11. ↑  Kluzák, Z., 1994. Gomphus clavatus. A seriously endangered species in the Czech Republic". Zeitschrift für Mykologie. 60: 113–16.
12. ↑   Kasom, G., and N. Miličković, 2006. Protected species of Macromycete in the Republic of Montenegro. Institute for the Protection of Nature of Montenegro.
13. ↑  Wojewoda, W., and Ławrynowicz, M., 2006. Red list of the Macrofungi in Poland. Czerwona lista grzybow wielkoowocnikowych w Polsce. in Mirek, Z., ZAarzycki, K., Wojewoda, W., Szeląg, Z., (eds.) Red list of plants and fungi in Poland. Czerwona lista roślin i grzybow Polski. W. Szafer Institute of Botany, Polish Academy of Sciences, Krakow: 53-70.
14. ↑  Dahlberg, A., and H. Croneborg, 2006. The 33 Threatened Fungi in Europe (Nature and Environment). Council of Europe. Strasbourg, Germany. 131 pp. ISBN 978-92-871-5928-1.
15. ↑  Gianchini, A. J., and A. M. Castellano, 2011. "A new taxonomic classification for species in Gomphus sensu lato." Mycotaxon 115: 183-201, doi:10.5248/115.183..
16. 1 2  岩出亥之助、「日本産菌蕈類の研究（第1報）数種の新種並稀種菌蕈類」『東京帝國大學農學部演習林報告』 1944年 33巻 p.49-64, NAID 120001093553, 東京大学大学院農学生命科学研究科附属演習林.
17. 1 2  南川幸, 塩谷つね子, 平野年明, 「日本産キノコ類ヒダナシタケ目Aphyllophorales肉質キノコ類の成分に関する研究(VI) : アンズダケ科のエリゴステリン」『名古屋女子大学紀要』 19巻 1973年 p.21-34, NCID AN00179986。
18. ↑  安藤洋子, 長澤栄史, 前川二太郎、「Gomphus purpurascens （オオムラサキアンズタケ）の系統分類」『日本菌学会大会講演要旨集』 日本菌学会第57回大会 セッションID: A19 , 日本菌学会
19. ↑  Petersen, Ronald H. (1969-01). “Notes on cantharelloid fungi—II. Some new taxa, and notes on Pseudocraterellus”. Persoonia - Molecular Phylogeny and Evolution of Fungi 5 (3):  211-223.
20. 1 2  安田篤、「1908 菌類雑記（一）」『植物学雑誌』 22巻 261号 1908年p.356-374(p.372), doi:10.15281/jplantres1887.22.261_356, 日本植物学会。
21. ↑  Phillips, R., 2010. Mushrooms and Other Fungi of North America. 384 pp., Firefly Books Ltd., Richmond Hill, Canada. ISBN 978-1554076512.
22. 1 2  Ding, X., Hou, Y., Zhu, Y., Wang, P., Fu, L., Zhu, H., Zhang, N., Qin, H., Qu,W., Wang, F., and W. Hou, 2015. "Structure elucidation, anticancer and antioxidant activities of a novel polysaccharide from Gomphus clavatus Gray." Oncology Reports 33: 3162-3170, doi:10.3892/or.2015.3921.
23. ↑  Liddell, H. J., and R. Scott, 1980. Greek-English Lexicon(Abridged Edition). Oxford University Press, Oxford, UK. .
24. ↑  今関六也・本郷次雄・椿啓介、1970. 標準原色図鑑全集14 菌類（きのこ・かび）. 保育社、東京. ISBN 978-4-58632-014-1.
25. ↑  Breitenbach, J., and F Kränzlin, 1986. Fungi of Switzerland Volume 2. Non Gilled Fungi: Heterobasidiomycetes, Aphyllophorales, Gastromycetes. 412 pp., Verlag Mykologia, Lucerne. .